# Leonardo Jara
Leonardo Rafael Jara (Corrientes, 20 maggio 1991) è un calciatore argentino, difensore del Godoy Cruz.

## Caratteristiche tecniche
È un terzino destro che può giocare anche a centrocampo.

## Palmarès

### Club

#### Competizioni nazionali
- Campionato argentino: 3

Boca Juniors: 2016-2017, 2017-2018, 2019-2020
- Copa Diego Armando Maradona: 1

Boca Juniors: 2020